# DAY-BREAK
DAY-BREAK（デイ・ブレイク）は、日本のロックバンドである。

## 経歴
オーディションにより選ばれたユニットで2000年にリリースされたデビューシングル「ONE」は、テレビアニメ『妖しのセレス』エンディングテーマに起用され、同年8月にリリースされた2ndシングル「Cross My Heart」でも同アニメのエンディングテーマに続けて起用された。

## ディスコグラフィー

### シングル
| 1st | ONE            | 2000年5月17日 ポニーキャニオンより発売 | 01. ONE〜この世が果てても離れない〜 02. ONE-The Other ONE- (リミックス) 03. ONE〜この世が果てても離れない〜 (ヴォーカル・オフ)                          | 作詞：森由里子 作曲：酒井良 編曲：酒井良 | テレビアニメ『妖しのセレス』エンディングテーマ |
| 2nd | Cross My Heart | 2000年8月19日 ポニーキャニオンより発売 | 01. Cross My Heart 02. Cross My Heart(of Sunrise) 03. Cross My Heart(vocal off) 04. Cross My Heart(of Sunrise,vocal off) 05. The Beach Side of The Moon | 作詞：森由里子 作曲：酒井良 編曲：酒井良 | テレビアニメ『妖しのセレス』エンディングテーマ |